# Косте ди Оратино (Кампобасо)
Косте ди Оратино је насеље у Италији у округу Кампобасо, региону Молизе.
Према процени из 2011. у насељу је живело 159 становника. Насеље се налази на надморској висини од 624 м.